# Hugo von Pohl
Hugo von Pohl (Breslau, Prusia, 25 de agosto de 1855-Berlín, Imperio alemán, 23 de febrero de 1916) fue un almirante alemán que sirvió durante la Primera Guerra Mundial. Ingresó en la Marina Imperial alemana en 1872 y sirvió en varios puestos, entre ellos en los entonces novedosos buques torpederos en la década de 1880, y en la Reichsmarineamt, la oficina de la marina imperial, en la década de 1890. Llegó a alcanzar el rango de vicealmirante y ocupó el cargo de Jefe del Almirantazgo en 1913. 
Durante la Primera Guerra Mundial fue comandante de la Flota de Alta Mar alemana desde febrero de 1915 hasta enero de 1916, mando en el que se mostró excesivamente cauteloso porque no llevó a la armada alemana a ningún enfrentamiento contra su principal enemigo, la Gran Flota británica. Pohl fue además un abierto defensor de la guerra submarina sin restricciones y llevó esta política a efecto desde el mismo momento en que accedió a la dirección de la flota el 4 de febrero de 1915. Gravemente enfermo de cáncer de hígado, en enero de 1916 fue reemplazado como comandante de la flota por Reinhard Scheer. Hugo von Pohl murió solo un mes después, el 23 de febrero de 1916.

## Biografía

### Carrera en la marina
Hugo von Pohl nació en Breslau, Prusia, el 25 de agosto de 1855. Ingresó en la Kaiserliche Marine (Marina Imperial alemana) como guardiamarina en abril de 1872 y con solo 24 años fue ascendido y recibió el mando de la corbeta SMS Carola. En la década de 1880 sirvió a las órdenes del entonces capitán de corbeta Alfred von Tirpitz, que ya entonces defendía un papel más preponderante de los buques torpederos en la flota alemana. En 1882 Pohl tomó el mando del navío armado con un torpedo de pértiga Ulan, un temprano y experimental buque torpedero. Dos años después, a fines de septiembre de 1884, participó en un experimento con los nuevos diseños de torpederos de los astilleros Schichau, Thornycroft, AG Vulcan y AG Weser. Pohl comandó uno de los buques de Schichau y durante los ejercicios se estrelló contra el buque dirigido por August von Heeringen. El navío de Pohl sufrió la apertura de una vía de agua y el de Heeringen daños en el timón, pero ambos pudieron regresar a puerto.

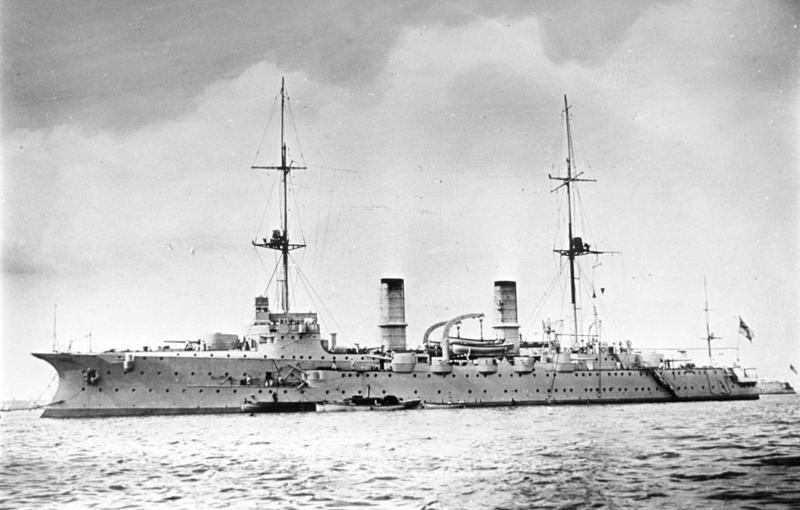
El crucero protegido SMS Hansa, capitaneado por Hugo von Pohl en 1900 durante el Levantamiento de los bóxers.

A fines de la década de 1890 Pohl fue transferido a la Reichsmarineamt, la Oficina de la Marina Imperial, donde volvió a trabajar junto a Tirpitz, que había sido nombrado Secretario de Estado de la Marina. En 1900 Pohl fue asignado a la flota que Alemania envió a China para ayudar a reprimir el levantamiento de los bóxers, donde estuvo al mando del crucero protegido SMS Hansa, con el que bombardeó los Fuertes de Taku. En mayo de ese año fue ascendido a capitán de corbeta y en 1906 al rango de contraalmirante. A partir de entonces actuó como comandante de las fuerzas de reconocimiento de la flota alemana. En 1913 se le concedieron importantes honores: en enero ascendió a vicealmirante, en abril fue nombrado Jefe del Almirantazgo —un cargo en el que estaría los dos años siguientes— y ese mismo año fue elevado a la nobleza.
Como Jefe del Almirantazgo, Pohl participó en las deliberaciones de los alemanes durante la Crisis de julio de 1914 desatada tras el asesinato en Sarajevo del archiduque Francisco Fernando a manos de terroristas serbios. Pohl, Helmuth von Moltke —Jefe del Estado Mayor— y Theobald von Bethmann-Hollweg —Canciller— se reunieron con Guillermo II cuando el monarca regresó de un crucero por Noruega con el grueso de la Flota de Alta Mar. Mantuvieron varios encuentros con el káiser, hasta que este finalmente dio total libertad y respaldo a Austria-Hungría en su intervención militar en los Balcanes, una decisión que acabó provocando el estallido de la Primera Guerra Mundial a fines de ese mes.

### Primera Guerra Mundial
Cuando estalló el conflicto bélico, Pohl, Georg von Müller —Jefe del Gabinete Naval Imperial— y Friedrich von Ingenohl —comandante de la Flota de Alta Mar—, creyeron que la guerra duraría muy poco y que por tanto la flota debía ser preservada intacta. Todos acordaron que el papel de las fuerzas navales debía limitarse a la defensa de las costas alemanas, en lugar de buscar una batalla decisiva contra la numéricamente superior Gran Flota británica. Pohl argumentó que los submarinos se debían emplear para atacar a los buques mercantes del enemigo y presionó desde el comienzo de la guerra para que no se le pusieran limitaciones a la guerra submarina contra los mercantes. En ese sentido, también abogó por abandonar las reglas de la captura de barcos enemigos, que habían dificultado el esfuerzo de guerra alemán, en favor de una guerra submarina sin restricciones. Presentó estos planes de guerra naval en noviembre de 1914, pero fueron rechazados por el káiser y por el canciller Bethmann-Hollweg, que no querían provocar con ello la entrada en el conflicto de naciones todavía neutrales, en particular los Estados Unidos.

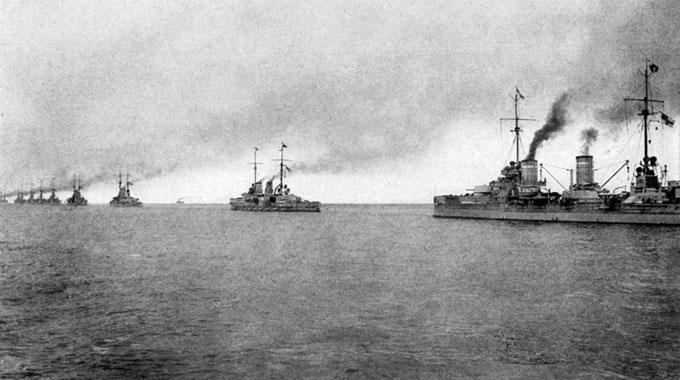
Acorazados dreadnought de la Flota de Alta Mar alemana.

Tras la batalla del Banco Dogger, librada en enero de 1915, Pohl sustituyó a Ingenohl como comandante de la Flota de Alta Mar. Durante su etapa como responsable de la flota de batalla alemana adoptó una estrategia en extremo cautelosa destinada a conservar intactas las fuerzas navales, algo que generó controversia entre los máximos responsables de la Marina Imperial. Dos días después de asumir el mando, el 4 de febrero de 1915, Pohl ordenó el inicio de la guerra submarina sin restricciones. Para ello había conseguido convencer a Bethmann-Hollweg con la falsa promesa de que los comandantes de los submarinos sabrían distinguir entre barcos neutrales y enemigos para así evitar una provocación a los Estados Unidos. Esta política duró poco, pues el 7 de mayo de 1915 el U-boot U-20 torpedeó y hundió el transatlántico RMS Lusitania, lo que causó una enorme crisis diplomática con los Estados Unidos. Para evitar la declaración de guerra de la nación norteamericana, Alemania volvió a reinstaurar las restricciones a sus submarinos.
A bordo de su buque insignia, el SMS Friedrich der Grosse, Pohl emprendió una serie de breves operaciones ofensivas en el mar del Norte durante 1915, ninguna de las cuales se aventuró más allá del extremo sur de este mar ni se topó con fuerzas navales británicas. El 8 de enero de 1916 Pohl cayó gravemente enfermo de cáncer de hígado y fue trasladado primero a un barco hospital y después a Berlín para ser operado. Fue reemplazado en su puesto debido a su delicada salud por el almirante Reinhard Scheer el 23 de enero. Justo un mes después, el 23 de febrero, Hugo von Pohl murió. Poco antes de su muerte había sido condecorado con la Orden del Águila Roja de primera clase con hojas de roble y espadas, en reconocimiento a su labor como comandante de la flota alemana. En 1920 su viuda Ella publicó algunos de los documentos de Pohl con la intención de defender su reputación frente a las críticas expresadas en la posguerra.